# Таґадзьо

38°17′38″ пн. ш. 141°0′16″ сх. д. / 38.29389° пн. ш. 141.00444° сх. д.
Таґадзьо́ (яп. 多賀城市, たがじょうし, МФА: [tagad͡ʑoː ɕi̥]) — місто в Японії, в префектурі Міяґі.

## Короткі відомості
Розташоване в центральній частині префектури, між містами Сендай та Сіоґама. Виконує роль спального району адміністративного центру префектури. В місті багато історичних пам'яток, зокрема руїни стародавнього замку Таґа. Від нього походить назва міста. Станом на 1 жовтня 2008 площа міста становила 19,65 км². Станом на 1 січня 2009 населення міста становило 63 348 осіб.

## Міста-побратими
- Дадзайфу, Японія (2005)
- Тендо, Японія (2006)
- Нара, Японія (2010)